# Попължани (дем Лерин)
 Тази статия е за селото в Леринско, Гърция.  За селото в Кичевско, Северна Македония вижте Пополжани (община Кичево).  
Попъ̀лжани или Пополжани (местно произношение Папъ̀жени, на гръцки: Παπαγιάννης, Папаянис, до 1928 година Παπαζάνη или Ποπόζιανη, Папазани, Попозяни или Βακούφ Κιόι, Вакуф кьой) е село в Република Гърция, в дем Лерин (Флорина), област Западна Македония.

## География
Селото е разположено в Леринското поле западно от железопътната линия към Битоля на 12 километра североизточно от демовия център Лерин (Флорина) на река Сакулева.

## История

### В Османската империя
Името на селото за първи път се споменава през 1435 година като „Пополжани“ във вакъфнамето от сиджилите на Битолската кадия, документ, който е известен като най-стария турско-арабски документ открит в бивша Югославия. В него селото е посочено в Леринската нахия като вакъф на Чауш бег, а границите на селото са описани. Поради тази причина, селото добива името Вакуф кьой (тоест Вакъфско село) в по-късните години на османското владичество.
Селото отново се споменава в османски дефтер през 1468 година под името „Попложани“ със 124 домакинства. Всички имена на главите на домакинствата са изброени, а имената са предимно славянски. В този дефтер се споменава, че селото е дадено на Чауш бег като мюлк от султан Мурад II, който по-късно вакъфирал. За годината 1467-1468 селото произвежда приходи от 10 000 акчета. Голяма част от приходите от Попължани са предназначени за заплати на служители в джамията и имарета в Битоля, както и за храна на харата в имарета.
В дефтер от 1544 година селото е регистрирано с името „Попължани“ и населението е намаляло в сравнение с 1468 година. Освен преброяването на населението са регистрирани всички видове мита, които населението на селото дължи. Например, в 1544 година данъкът за овце е 1212 акчета, това означава, че в селото е имало 1212 овце, защото този данък се е начислявал по едно акче за овца.
В Битолските сиджили от 1633 година, жителите на село „Пополжани“ се оплакват, че много овце се отвеждат за джелепкешан. Те искат да дават само 5 овце вместо 15.
Селото е основано на сегашното си място около 1700 година, като преди това се е намирало в сегашната горичка Вакуфска кория (Βακούφσκα Κουρία) на хълма Страната (Στράνατα). В 1861 година Йохан фон Хан на етническата си карта на долината на Вардар отбелязва Вакуфкьой (Wakufkjoi) като българско село. Александър Синве („Les Grecs de l’Empire Ottoman. Etude Statistique et Ethnographique“), който се основава на гръцки данни, в 1878 година пише, че в Пипосуиджа (Piposuidja), Мъгленска епархия, живеят 480 гърци. В началото на XX век Попължани е чисто българско село в Леринска каза на Османската империя. В 1900 година според Васил Кънчов („Македония. Етнография и статистика“) в Попължени (Вакъвъ Кьой) живеят 1100 българи християни.
На Етнографската карта на Битолския вилает на Картографския институт в София от 1901 година Вакуф кьой (Попожени) е чисто българско село в Леринската каза на Битолския санджак със 127 къщи.
В началото на XX век цялото село е под върховенството на Българската екзархия. По данни на секретаря на екзархията Димитър Мишев („La Macédoine et sa Population Chrétienne“) в 1905 година селото има 1088 българи екзархисти и функционира основно българско училище с 1 учител и 54 ученици.
През 1874 година селяните на Попължани изпращат покана до българския владика Натанаил Охридски с молба да извърши литургия в селото, която той приема. В същото писмо, селяните пишат че:
| „ | ... быдеещи родомъ и дѣломъ българи и желаѫщи заедно с съпархіотытѣ си и съ цѣл българскый народъ да принадлежимъ подъ цьрковнѫто вѣдомство на Българскѫтѫ ни народнѫ цьрквѫ Ексархіѫтѫ, молимъ васъ колѣнопрѣклонно да ны пріемате нъ общѫтѫ Българскѫ кошярѫ | “ |

През 1891 г. българският владика Синесий Охридски освещава църква в Попължани, след като селяните отказват посвещение от гръцкия епископ.
За кратко български учител в селото е деецът на ВМОРО Петър Чаулев. Ръководител на местния комитет на ВМОРО е поп Стефан Скендеров. В 1902 година при Йосифовата афера след предателство на куриерите Тале, Дзоле, и Димитър от Попължани са арестувани на 18 февруари/3 март революционните дейци от селото - поп Стефан Скендеров (38-годишен), Петре Илиев (26-годишен), Ристе Стоянов (50-годишен), Ване Мицев (52-годишен), Стефо Танасов (30-годишен), Коце Ванев (28-годишен), и Ване Георгиев (48-годишен).
В 1903 година жителите на селото участват в Илинденско-Преображенското въстание.
През март 1907 година водачът на гръцката въоръжена пропаганда Георгиос Цондос - Вардас изпраща две заплашителни писма до жителите на Попължани с искане те да декларират като гърци, едното адресирано до кмета Атанас Чавка, а другото до Дане Димев - първенец в селото. На 9 октомври 1907 година гръцките чети го нападат селото.
По време на Балканската война 3 души от Попължани се включват като доброволци в Македоно-одринското опълчение.
От 1903 до 1913 година над 100 жителите емигрират в САЩ временно за работа, повечето в градовете Бюсайръс, Охайо или Индианаполис, Индиана. Въпреки пътуването с османски паспорти, всички те се регистрират със славянски имена и като „македонци“ или „българи“ след преминаване през Елис Айлънд. Само след 1913 г. емигранти от Попължани при влизане в САЩ, започват да пътуват с гръцки документи и да се регистрират с гръцки имена.
През 1912 година българското училище в село Попължани има двама учители, главен учител е Васил Куев, а помощник е Атанас Дафов.

### В Гърция
През войната селото е окупирано от гръцки части и остава в Гърция след Междусъюзническата война. В 1920 Попължани е посочено със 120 къщи на християни славяни. Боривое Милоевич пише в 1921 година („Южна Македония“), че Попожане има 120 къщи славяни християни. В 1926 година селото е прекръстено на Папаянис. В 1928 година Попължани е представено като смесено местно-бежанско със 7 бежански семейства и 31 жители общо.
В 1912 и 1928 година населението на селото е около 900 жители. Държавна сигурност определя повечето от тях като жители с негръцко или неясно съзнание. Селото не пострадва по време на Гръцката гражданска война.
По време на Гръцко-турската война (1919 – 1922), 30 жители са мобилизирани от селото, двама от които са убити в Мала Азия: Пеце Попов и Георги Божинов.
На 31 октомври 1925 г. след Леринската афера селото е обискирано и населението подложено на тормоз от гръцки войскови части и жандармерия. Арестувани са 41 души, сред които Неделков и Делеников, осъдени по на 18 години затвор, Мицев, Божинов и Алексиев по на 12 години затвор, Руселиев, Алексиев, Гице, и Пецев. Изпратени на остров Скирос са Илия Жиров, Лазо Деларов, Стоян Газеов, и Коста Дейков. Също заточени из разни острови са Никола Чаклев, Тодор Котевски, Филип Мицарев, и Атанас Иванов. На 24 ноември 1925 година Димитър Гоцев, Филип Маджаров и Тодор Коревчев са осъдени да бъдат депортирани за шест месеца на остров Андрос. През същата 1925 година са били осъдени следнитe лица, обвинени за връзки с ВМРО: свещеник Димитър Скендеров, Тодор Анастасов Кировски, и Анастас Димитров Попгеоргиев на доживотен затвор; Иван Глувчев и Димо Газеов на 2 години затвор и 4000 драхми глоба; Иван Станчев на 4 години затвор и 5000 драхми глоба.
По време на диктатурата на Йоанис Метаксас (1936 – 1941), селяните Тане Белов, Пандо Белов, и Стефо Типев са заточени на островите Хиос и Крит.
За учебната 1942-1943 година, 6 деца от Попължани се учат в България - Георги Попгеоргиев, Васил Минев, Павле Скендеров, и други.
В гръцко-италианската война (1940 – 1941) от селото са мобилизирани 35 души, двама от които са убити на фронта.
През март 1946 година съдът в Лерин съди 70 души от Попължани за участие в българската паравоенна организация Охрана.
От 1950 до 1970 г. голям брой жители мигрират за постоянно в Канада, Австралия и Германия.
В 1981 година селото има 915 жители. Според изследване от 1993 година Пополжани е чисто „славофонско“, като „македонският език“ в него е запазен на средно ниво.
В селото има една църква – „Свети Николай“ (1908 – 1912) и гробищна църква „Св. св. Константин и Елена“ (1962), както и манастирска църква „Свети Никодим“ на Дивио рид (2000). В селото има гражданско сдружение „Александър Велики“, което издава месечника „Фони ту Камбу“ (Гласът на полето), женски клуб, както и спортен клуб „Арис“.
През 2003 година, българският учен и лингвист Благой Шклифов записва българския диалект в Попължани един ден преди трагичната си смърт.
| Име                   | Име        | Ново име    | Ново име    | Описание                           |
| --------------------- | ---------- | ----------- | ----------- | ---------------------------------- |
| Ячово                 | Γιάτσοβο   | Аеродромион | Άεροδρόμιον | местност на З от Попължани         |
| Страната или Страндол | Στράντο    | Ипсомата    | Ύψώματα     | връх на З над Попължани (672 m)    |
| Сакулева              | Σοκουλέβας | Ликос       | Λύγκος      | река, минаваща през Попължани      |
| Чуй Глас              | Τσουϊγκλάς | Андилалос   | Άντίλαλος   | връх на СЗ над Попължани (666,2 m) |
| Дъбо или Синоро       | Ντάμπο     | Велинида    | Βελανιδιά   | местност на С от Попължани         |

| Име                  | Описание                                                                   |
| -------------------- | -------------------------------------------------------------------------- |
| Копачо               | местност на З от Попължани                                                 |
| Райко вир            | местност на ЮЗ от Попължани                                                |
| Ясмина               | местност на З от Попължани                                                 |
| Клещенски рид        | местност на СЗ от Попължани                                                |
| Авлийте              | местност на СИ от Попължани                                                |
| Конярцки път         | Пътят който водеше до някогашното село Коняри, местност на СИ от Попължани |
| Върбенска кория      | местност на СИ от Попължани                                                |
| Камено               | местност на СИ от Попължани                                                |
| Ичио Ливарче         | местност на СИ от Попължани                                                |
| Винарско пътче       | местност на СИ от Попължани                                                |
| Рамна Ришча (Оризча) | местност на СИ от Попължани                                                |
| Крива Довашка        | местност на СИ от Попължани                                                |
| Писа бара            | местност на СИ от Попължани                                                |
| Бараката             | местност на СИ от Попължани                                                |
| Джаето               | местност на С от Попължани                                                 |
| Крушите              | местност на С от Попължани                                                 |
| Ливадките            | местност на С от Попължани                                                 |
| Стред поле           | местност на С от Попължани                                                 |
| Брегот               | местност на С от Попължани                                                 |
| Топилата             | местност на С от Попължани                                                 |
| Старица              | местност на Ю от Попължани                                                 |
| Линия Петорачка      | местност на ЮИ от Попължани                                                |

Преброявания
- 1981 - 915 души
- 2001 - 1016 души
- 2011 - 581 души

## Етнографски карактеристики
Село Попължани е част от Мощенските села, етнографска подгрупа на македонски българи които живеят в около 30 села в Леринското и Битолското поле. Мощенците имат специфична носия, особено женската и в миналото не сключват брак с жители на други села с различна носия.

### Баба̀ри
Всяка година на първия януари селото празнува сурвашкия обичай Баба̀ри, както се нарича в леринския район. Обичаят, който за дълъг период е забравен в Леринско, е възроден от жителите на Попължани в средата на 90-те години на XX век. Жителите на селото са критикувани не само за възраждането на обичая, смятан за негръцки, но и за рекламирането на събитието в Лерин със славянското име Бабари, вместо с гръцката дума Карнавали.

## Галерия на исторически снимки
- Църквата „Свети Николай“ в Попължани, 1917 г.
- Църквата и кметството през Първата световна война

## Личности
Името на жителите му в местния диалект е папъсци.
Родени в Попължани
- Георги Христов (1870 – 1913), македоно-одрински опълченец, 4 рота на 8 костурска дружина, загинал при Радова скала на 22 юни 1913 година[33]
- Димитър Скендеров (1885 – ?), български свещеник и революционер, деец на Вътрешната македонска революционна организация
- Илия Белов (? - 1907), български свещеник и революционер
- Константин Глувчев или Константинос Глуфцис (? - 1985), гръцки свещеник в Торонто, Канада
- Кръсто Андонов Апостолов (? - 1885), доброволец в Българската войска в Сръбско-българската война през 1885 година[34]
- Мицко Солаков (1890 – 1928), български революционер
- Никола Ангелов (1884 – ?), български революционер, македоно-одрински опълченец
- Никола Христов Търпенов (1878 - ?), български революционер, назначен за секретар в съдебната комисия от районния войвода Нацо Банички[34]
- Стефан Скендеров (1864 – 1912), български свещеник и революционер, ръководител на местния комитет на ВМОРО в селото
- Тодор Георгиев (Георгев, 1890 – ?), македоно-одрински опълченец, 2 рота на 10 прилепска дружина[35]
- Трайче Ташов, българин, православен, арестуван преди април 1904 година, обвинен в „присъединяване към българския бунтовнически комитет и вършене на бунтовничество“, осъден от Извънредния съд на 3 години каторга, лежал в Битолския затвор, амнистиран с общата амнистия от 12 април 1904 година[36]
- Христо Донев, български опълченец в Руско-турската война от 1877 – 1878 г., I опълченска дружина, умрял преди 1918 година[37]
- Яни Гоце, българин, православен, арестуван преди април 1904 година, обвинен в „поддържане на тайна връзка с българските бунтовници и даване на убежище“, осъден от Наказателния апелативен съд на 4 години каторга, лежал в Битолския затвор, амнистиран с общата амнистия от 12 април 1904 година[38]

Дейци на СНОФ и ДАГ от Попължани
- Гавриил (Гавре) С. Димов
- Доне Димов
- Живко Попов (1922 – 1947), гръцки комунист, загинал на 6 януари 1947 година в Пътеле[39]
- Пандо К. Цакле, деец на СНОФ
- Тодор Глувчев
- Траян Стеловски (1920 – 1946)
- Христо Бакалот

Други
- Димитър Солаковски (р. 1975), северномакедонски художник от Битоля и член на Дружество на художниците на Македония, по произход от Попължани
- Елени Тий, родена Глуфцис (р. 1992), първата жена реферка в Австралийската футболна лига, по произход от Попължани
- Кочо Солаков (р. 1929), лекар от Охайо, САЩ, по произход от Попължани

Починали в Попължани
- Георгиос Василиу, (? - 1927), гръцки революционер, деец на гръцката въоръжена пропаганда в Македония, починал в Попължани или в Сакулево[40]
- Нацо Кочев (? – 1908), български революционер